# Ruth Davidson
Ruth Elizabeth Davidson  (Edinburgh, 10 november 1978) is een Brits politica voor de Conservative Party. Ze was van 2011 tot 2021 lid van het Schotse parlement voor het district Edinburgh Central. Van 2011 tot 2019 was ze politiek leider van de Schotse tak van de Conservative Party, een functie die ze tussen augustus 2020 en mei 2021 tijdelijk weer vervulde. Sinds 2021 is ze als Barones Davidson of Lundin Links lid van het Britse Hogerhuis.

## Biografie
Davidson groeide op in een arbeidersfamilie in Glasgow. Na haar afstuderen aan de universiteit van Edinburgh werkte ze als journalist voor de BBC. Ze was reservist bij de verbindingstroepen. In 2009 gaf ze haar baan bij de BBC op om te gaan studeren aan de Universiteit van Glasgow; ze werd ook lid van de Conservative Party.

## Politieke loopbaan
Na enkele mislukte pogingen om parlementslid te worden werd ze bij verkiezingen van het Schotse Parlement in 2011 gekozen als kandidaat op de regionale kieslijst van Glasgow. Na het aftreden van Annabel Goldie als partijleider van de Schotse Conservative Party in mei 2011 stelde Davidson zich kandidaat in de leiderschapsverkiezingen. Ze won de verkiezingen en werd op 4 november 2011 uitgeroepen tot partijleider.
Ze was lijsttrekker voor de Schotse conservatieven bij verkiezingen voor het Schotse parlement in 2016. De partij wist onder haar leiding het aantal Schotse parlementszetels te verdubbelen en Labour achter zich te laten. Met 31 zetels werden ze de tweede partij na de Scottish National Party. Davidson werd bij deze verkiezing gekozen als kandidaat in het kiesdistrict Edinburgh Central; als oppositieleider was ze in debatten de tegenspeler van eerste minister Nicola Sturgeon.
Tijdens het referendum over Schotse onafhankelijkheid in 2014 was zij betrokken bij de 'Better together' campagne, die tegen onafhankelijkheid was. Ze was voor "Remain" -bij het referendum over het Britse lidmaatschap van de Europese Unie in 2016. Toen duidelijk werd dat een meerderheid van de Britten voor het verlaten van de EU had gestemd pleitte Davidson ervoor dat het Verenigd Koninkrijk deel zou blijven uitmaken van de Europese interne markt en douane-unie. Zij was tegen een harde brexit en op dat punt een opponent van Conservatieve partijleider en premier Boris Johnson wiens beleid ze ook bekritiseerde.
Bij de verkiezingen voor het Britse Lagerhuis in 2017 wonnen de Schotse conservatieven 13 zetels in het Britse parlement, het beste resultaat sinds 1983. Davidson werd door sommigen beschouwd als een potentiële kandidaat voor leiderschap van de Britse conservatieve partij, hoewel ze altijd heeft gezegd die positie niet te ambiëren. Zij trad op 29 augustus 2019 af als partijleider, maar bleef lid van het Schotse parlement. Als redenen voor haar aftreden verwees Davidson naar de meningsverschillen over Brexit maar ook naar problemen om haar politieke werk te combineren met haar persoonlijk leven. Kort na haar aftreden werd bekend dat Davidson naast haar politieke functie betaald werk zou gaan doen voor een lobby-firma. Dit leidde tot zoveel kritiek dat Davidson van de baan afzag.
In augustus 2020 kreeg ze tijdelijk weer de leiding over de conservatieve fractie in het Schotse parlement. Partijleider Jackson Carlaw was onverwacht afgetreden omdat de steun voor de Scottish National Party en Schotse onafhankelijkheid snel groeide. Douglas Ross, lid van het Britse Lagerhuis voor het Schotse district Moray, werd als zijn opvolger gekozen. Hij kon pas na de Schotse verkiezingen in mei 2021 daadwerkelijk zitting nemen in het Schotse parlement. Tot die tijd trad Davidson op als fractieleider.
Davidson was niet herkiesbaar bij de verkiezingen voor het Schotse parlement in mei 2021. Datzelfde jaar werd ze als Barones Davidson of Lundin Links lid van het Britse Hogerhuis. Ze had tussen 2022 en 2024 een wekelijks programma bij de zender Times Radio. Sinds 2024 is ze een van de presentatoren van de politieke podcast Electoral Dysfunction.

## Politieke standpunten
Davidson behoort tot de relatief sociaal liberale, centristische vleugel van de conservatieve partij. Ze is een voorvechter van LGBT-rechten. Davidson is ook voorstander van een liberaal immigratiebeleid en het maximaliseren van vrijhandel.
- Gemeinsame Normdatei: 1173832017
- International Standard Name Identifier: 0000 0005 0172 9220
- Library of Congress Control Number: n2018058726
- Virtual International Authority File: 5850153954902005680006
- WorldCat: E39PBJcwCKQhbQmhcqHx8rxbh3